# Lobsang Yeshe

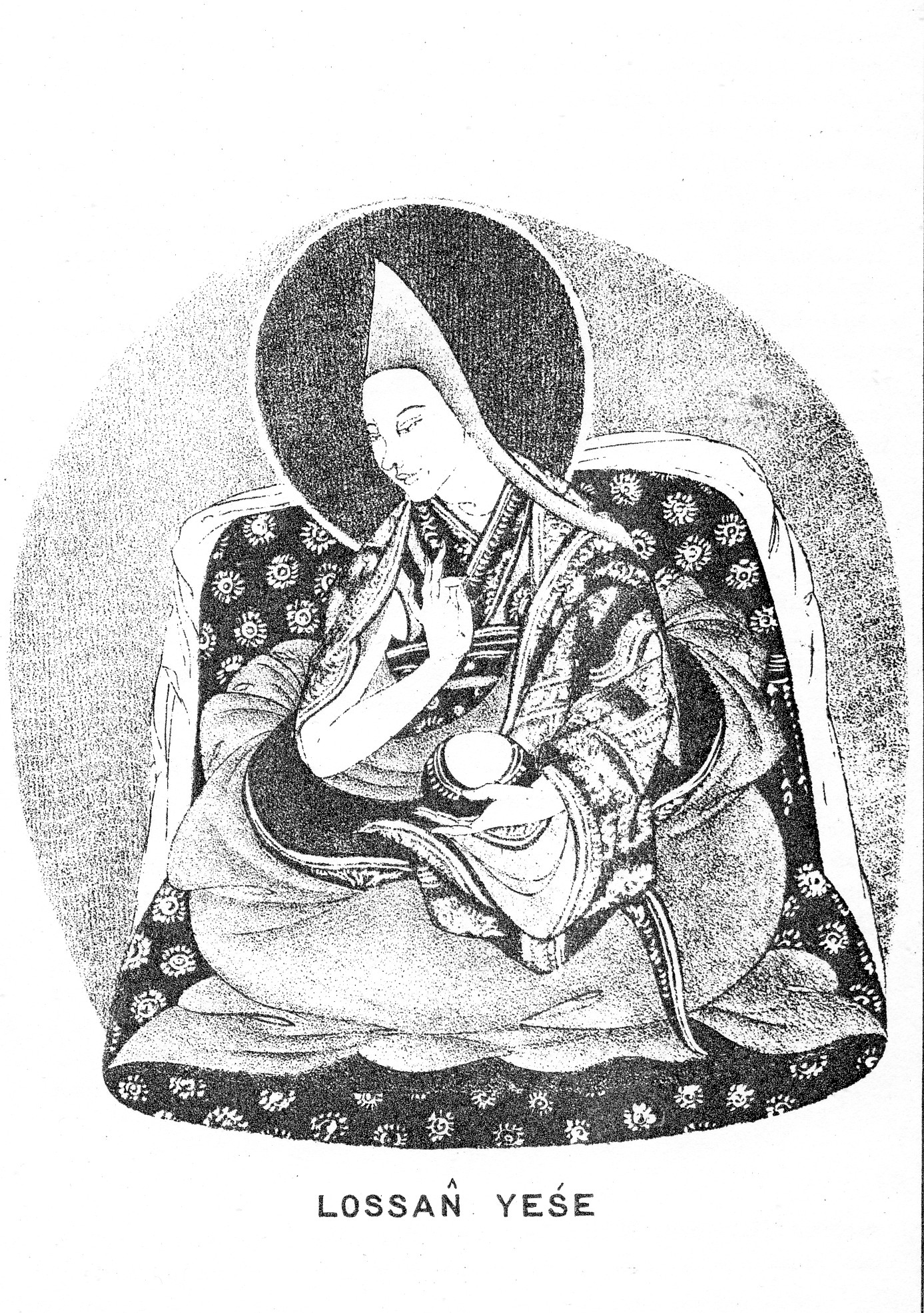
Lobsang Yeshe

Penchen Lobsang Yeshe (tibetisch བློ་བཟང་ཡེ་ཤེས Wylie pan chen blo bzang ye shes; * 1663 in Tsang; † 1737) erhielt als zweiter den Titel Penchen Lama und gilt als 5. Penchen Lama der Gelug-Tradition des tibetischen Buddhismus.

## Leben
Lobsang Yeshe wurde 1668 als Trülku des Lobsang Chökyi Gyeltshen anerkannt und nach Trashilhünpo gebracht. Die ersten buddhistischen Gelübde erhielt er 1670 vom 5. Dalai Lama in Lhasa; die volle Ordination 1684 von Könchog Gyeltshen (tib.: dkon mchog rgyal mtshan; 1612–1687).
1695 gab er dem 6. Dalai Lama die Laiengelübde, die Zeremonie fand auf Einladung des Desi Sanggye Gyatsho in Nankartse in der Nähe von Lhasa statt.
1702 entschloss sich der 6. Dalai Lama gegen ein künftiges Leben als buddhistischer Mönch. Um seine Gelübde bei Lobsang Yeshe zurückzugeben, reiste er eigens nach Trashilhünpo in Shigatse, was als Zeichen des besonderen Respektverhältnisses zwischen diesen beiden Lamas gewertet werden kann. 1705 wurde Sanggye Gyatsho von Lhabzang Khan ermordet, 1706 starb der 6. Dalai Lama auf „einer Reise nach China“.
Im Jahre 1713 erhielt Lobsang Yeshe den Titel „Penchen Erdeni“ (tib.: pan chen er te ni) von Kaiser Kangxi, der zukünftig als weiterer Titel für die „Penchen Lamas“ verwendet wurde.
1717 gab Lobsang Yeshe dem 7. Dalai Lama die ersten buddhistischen Gelübde, 1727 die volle Ordination.
Nach dem tibetischen Bürgerkrieg 1728 wurde Miwang Pholha Sönam Tobgyel praktisch „König von Tibet“. Des Weiteren wurden zwei chinesische Gesandte des Kaisers Yongzheng, sogenannte Ambane, der Regierung in Lhasa beigegeben. Lobsang Yeshe wurde zu dieser Zeit, obwohl er dies auf Grund seines Alters zunächst ablehnte, de facto zum Landesherren in Tsang und Westtibet gemacht.
Nachdem der 7. Dalai Lama aus dem Exil zurückgekommen war und sich um religiöse Belange kümmerte, pflegten er und Lobsang Yeshe enge persönliche Kontakte.
Lobsang Yeshe starb 1737 im Alter von 74 Jahren.